# András Németh (Fußballspieler)
András Németh (* 9. November 2002 in Kapstadt, Südafrika) ist ein ungarisch-südafrikanischer Fußballspieler. Der Stürmer steht seit der Saison 2025/26 beim Puskás Akadémia FC unter Vertrag und ist ungarischer Nationalspieler.

## Karriere

### Im Verein
Németh wurde als Sohn eines ungarischen Vaters und einer südafrikanischen Mutter in Kapstadt geboren. Er begann 2010 bei Vasas Budapest mit dem Fußballspielen, ehe er im Januar 2016 aufgrund der beruflichen Verpflichtungen seines Vaters nach Belgien zog und in die Jugend von Sporting Hasselt wechselte. Bereits nach einem halben Jahr folgte zur Saison 2016/17 der Wechsel in die Jugend des KRC Genk. Dort durchlief der Stürmer fortan alle Jugendmannschaften. Mit den A-Junioren (U19) spielte er in der Saison 2019/20 bis zur Winterpause 4-mal in der UEFA Youth League und erzielte ein Tor.
Ende Januar 2020 wechselte der 17-Jährige bis zum Saisonende zum Zweitligisten Lommel SK. Dort kam er jedoch nur auf 2 Ligaeinsätze. Zur Saison 2020/21 kehrte Németh, der seinen Vertrag bis zum 30. Juni 2023 verlängerte, zum KRC Genk zurück und kam wieder in den Nachwuchsmannschaften zum Einsatz. In der Saison 2021/22 zählte der Stürmer zum erweiterten Profikader, kam aber auch noch mit der U19 in der UEFA Youth League zum Einsatz. Im August 2021 stand. Nachdem er im August 2021 im Rahmen der Qualifikation zur Champions League erstmals im Spieltagskader gestanden hatte, debütierte er im Januar 2022 im Alter von 19 Jahren in der Division 1A. Németh wurde bei einem 4:1-Sieg gegen den K Beerschot VA kurz vor dem Spielende eingewechselt und erzielte wenig später den Treffer zum Endstand. Bis zum Saisonende folgten vier weitere Einwechslungen, in denen er ein Tor erzielte. In der Saison 2022/23 folgten 15 Erstligaeinsätze (4-mal von Beginn) mit einem Torerfolg. Zudem kam er 4-mal (ein Tor) für die U23 in der Division 1B zum Einsatz.
Ende Januar 2023 wechselte Németh in die 2. Bundesliga zum Hamburger SV. Der 20-Jährige unterschrieb einen Vertrag bis zum 30. Juni 2026. Bis zum Ende der Saison 2022/23 kam er unter Tim Walter hinter Robert Glatzel auf 11 Einwechslungen in der Liga, in denen er 2 Tore erzielte. In der Saison 2023/24 folgten unter Walter und dessen Nachfolger Steffen Baumgart 28 Ligaeinsätze (4-mal von Beginn), in denen er torlos blieb.
Ende August 2024 wurde Németh bis zum Ende der Saison 2024/25 innerhalb der 2. Bundesliga an den Aufsteiger Preußen Münster ausgeliehen. Auch dort konnte er sich nicht nachhaltig durchsetzen. Németh kam auf 20 Ligaeinsätze, stand 9-mal in der Startelf und blieb erneut torlos.
Zur Saison 2025/26 kehrte Németh nicht mehr zum HSV, sondern nach Ungarn zurück, wo er beim Erstligisten Puskás Akadémia FC einen Vertrag bis zum 30. Juni 2028 unterschrieb.

### In der Nationalmannschaft
Németh konnte zwischen den Auswahlmannschaften des ungarischen und südafrikanischen Fußballverbands wählen. Von März bis Mai 2017 absolvierte er 3 Spiele für die ungarische U15-Nationalmannschaft. Von Oktober 2017 bis April 2018 folgten 6 Spiele und 3 Tore für die U16. Ab September 2018 war Németh in der U17 aktiv. Er absolvierte bis November 2019 16 Spiele, in denen er 5 Tore erzielte. Mit der U17 nahm er an der U17-Europameisterschaft 2019 (5 Spiele, 3 Tore) und U17-Weltmeisterschaft 2019 (3/2) teil. Im August und September 2019 absolvierte Németh parallel zudem 5 Spiele (2 Tore) in der U18.
Im September 2020 debütierte Németh im Alter von 17 Jahren in der U21-Nationalmannschaft. In den folgenden Monaten wurde er jedoch nicht mehr nominiert und somit auch nicht in den Kader für die U21-Europameisterschaft 2021 berufen. Während der Saison 2021/22 erzielte der Stürmer im Rahmen der Qualifikation zur U21-Europameisterschaft 2023 in 8 Spielen 7 Tore. Allerdings verpassten die Ungarn den Einzug in die Endrunde. Aufgrund seiner guten Leistungen bei der U21 wurde Németh von Marco Rossi in die A-Nationalmannschaft berufen und debütierte am 17. November 2022 kurz nach seinem 20. Geburtstag, als er bei einem 2:2-Unentschieden im Testspiel gegen Luxemburg im Laufe der zweiten Halbzeit eingewechselt wurde und kurz darauf den zwischenzeitlichen 2:1-Führungstreffer erzielte.